# Rajna Károly
Rajna Károly dr. (Budapest, 1934. március 27. – Budapest, 2016. augusztus 11.) válogatott labdarúgó, hátvéd, sportvezető. Fia Rajna András, kajakozó.

## Pályafutása

### Klubcsapatban
1954 és 1964 között 235 bajnoki mérkőzésen szerepelt az Újpesti Dózsában. Az 1959–60-as idényben bajnokságot nyert csapatnak a tagja volt.

### A válogatottban
1960-ban egyszer szerepelt a válogatottban. Nyolcszoros ifjúsági válogatott (1953–54), hétszeres utánpótlás válogatott (1953–56), ötszörös B-válogatott (1956–58), kétszeres Budapest válogatott (1959).

### Sportvezetőként
Az 1970-es években az Újpesti Dózsa labdarúgó-szakosztályának vezetőségének a tagja volt. 1991-től a szakosztály elnöke volt.

## Sikerei, díjai
- Ifjúsági UEFA-torna
  - győztes: 1953
- Magyar bajnokság
  - bajnok: 1959–60
  - 2.: 1960–61, 1961–62
  - 3.: 1957-tavasz, 1962–63
- Kupagyőztesek Európa-kupája (KEK)
  - elődöntős: 1961–62
- Vásárvárosok kupája (VVK)
  - negyeddöntős: 1963–64

- az Újpesti Dózsa örökös bajnoka: 1985

## Statisztika

### Mérkőzése a válogatottban
| Magyarország | Magyarország     | Magyarország         | Magyarország | Magyarország | Magyarország | Magyarország | Magyarország | Magyarország |
| #            | Dátum            | Helyszín             | Hazai        | Eredmény     | Vendég       | Kiírás       | Gólok        | Esemény      |
| ------------ | ---------------- | -------------------- | ------------ | ------------ | ------------ | ------------ | ------------ | ------------ |
| 1.           | 1960. október 9. | Budapest, Népstadion | Magyarország | 1 – 1        | Jugoszlávia  | barátságos   | -            |              |
|              | Összesen         |                      |              | 1            | mérkőzés     |              | 0            | gól          |